# フィールドテック
フィールドテック株式会社（FIELD TECH CO.LTD.）は、東京都 墨田区 両国に事業所を置く通信会社である。

## 沿革
- 1995年2月 旭フィールドテック株式会社設立　日本テレコム株式会社　LCR販売、工事業務契約
- 1996年4月 PHS(Personal Handy-phone System)基地局設置工事開始
- 1997年12月 一般電気通信工事業　許可取得
- 1998年4月 携帯電話基地局設置工事開始（DoCoMo、IDO、J-PHONE）
- 1999年5月 日本通信株式会社　MVNO販売代理店業務
- 2001年4月 株式会社オービックと提携、各種システムの販売及び保守業務
- 2002年9月 資本金5,000万円に増資
- 2006年5月 フィールドテック株式会社に社名変更
- 2007年8月 ecoチェック販売開始

## 主な事業
- 情報通信ネットワークソリューション事業
- 情報通信機器　設置工事，保守，メンテナンス事業
- 電話回線系コンサルティング事業
- 電気料金削減事業 商品名『ecoチェック』